# Xã Hampshire, Quận Kane, Illinois
Xã Hampshire (tiếng Anh: Hampshire Township) là một xã thuộc quận Kane, tiểu bang Illinois, Hoa Kỳ. Năm 2010, dân số của xã này là 7.569 người.